# Хоакин де Монтсеррат
Хоакин Хуан де Монтсеррат-и-Круильяс, 1-й маркиз Круильяс (исп. Joaquín Juan de Montserrat y Cruillas; 26 июня 1700, Валенсия — 21 ноября 1771, Валенсия) — испанский дворянин, военный и колониальный деятель, 44-й вице-король Новой Испании (1760—1766).

## Биография
Родился 26 июня 1700 года в Валенсии. Сын Висенте Хосе Фелипе Монтсеррат-и-Креспи-де-Вальдаура и Марии Висенты де Круильяс-и-Альфонсо, от которых он унаследовал сеньории Бениальфаки, Катамарруа и Лломбо. В десятилетнем возрасте ему было пожаловано звание рыцаря Ордена Монтесы.
Он поступил в испанскую пехотную гвардию кадетом. Он участвовал в кампаниях войны с Францией в 1719 году, Наваррской кампании в 1720 году, обороне Сеуты в 1721 году, осаде Гибралтара в 1727 году и кампании в Италии и на Сицилии (1733—1735 гг.), в которой были взяты Кастель-дель-Ово, Сан-Тельмо, Гаэта, Мессина, Сиракузы, Трапани и другие.
24 марта 1735 года король Неаполя Карлос III пожаловал ему титул маркиза Круильяса за заслуги в войнах в Италии. Он продолжал там свою военную карьеру, участвуя в других кампаниях до 1751 года, когда он был назначен военным губернатором Бадахоса и, наконец, в 1754 году получил звание генерал-лейтенанта Арагона.

## Вице-король Новой Испании
9 мая 1759 года новоиспеченный король Испании Карлос III назначил его 44-м вице-королем Новой Испании, что стало его первым назначением вице-королем. Его пребывание в должности характеризовалось постоянной нехваткой денег, которую ему удалось преодолеть после нескольких ссуд дворянам и купцам.
В военном отношении он подавил восстание на Юкатане и направил морскую атаку на порт Гаваны, занятый англичанами, которых ему удалось изгнать.
В результате Семилетней войны (1756—1763) король Карлос III решил реформировать и укрепить военную структуру Индии. В случае с Новой Испанией он назначил главнокомандующим вооружений и генеральным инспектором Хуана де Вильяльба, прибывшего в Веракрус в конце 1764 года. В это же время прибыл американский пехотный полк, сформированный в Аликанте. У Вильяльбы с самого начала были натянутые отношения с наместником из-за разногласий в организации и формировании войск. Кроме того, Хуан де Вильяльба взял на себя полномочия, которые были исключительными для вице-короля. Формирование провинциальных ополчений, в которых числились все некоренные подданные, принесло проблемы и волнения среди населения.
В то же время, в 1764 году, Каэтано Мария Пигнателли Руби Корбера-и-Сент-Климент, маркиз де Руби, был отправлен для инспекции вооруженных сил на северной границе и предложил полный план реорганизации «президио» или фортов в Техасе, Нью-Мексико и Соноре.
У вице-короля также были конфликты с генеральным инспектором Хосе де Гальвесом, посланным для инспекции судов, королевского казначейства и открытия табачной лавки, потому что он вмешивался в дела, которые традиционно находились в компетенции вице-королевства. Эти конфликты в конечном итоге привели к смещению наместника. По возвращении в Испанию он предстал перед судом по месту жительства в течение семи лет, в котором его обвинили в мошенничестве против Королевского казначейства. В конце концов он был оправдан, и король пожаловал ему баронства Планес и Патраикс.
Он умер в своем родном городе 21 ноября 1771 года.